# Danuta Michałowska (plastyk)

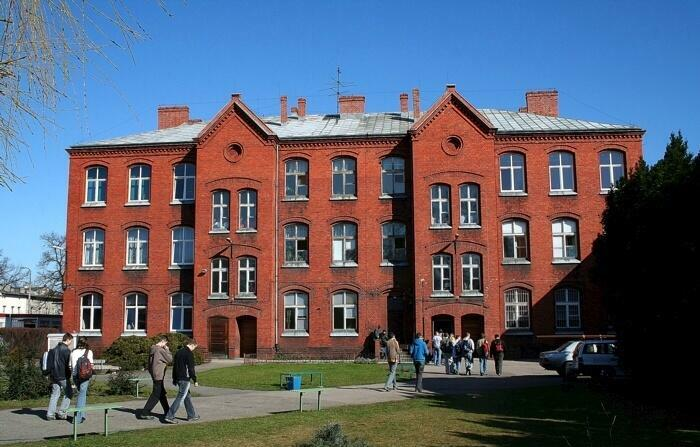
Budynek III Liceum Ogólnokształcącego w Bydgoszczy, do którego uczęszczała Danuta Michałowska

Danuta Michałowska (ur. 10 stycznia 1958 w Bydgoszczy) – artystka plastyk, pedagog.

## Życiorys
Studiowała na Wydziale Sztuk Pięknych UMK w Toruniu. Dyplom z malarstwa uzyskała w pracowni prof. Barbary Steyer w 1986.
Poza nauczaniem plastyki w bydgoskich szkołach wszystkich stopni, uprawia malarstwo i rysunek. Jest także autorką projektów reklamowych, grafiki wydawniczej dla wydawnictw periodycznych oraz plakatów i aranżacji plastycznych.
Jej prace znajdują się w zbiorach państwowych i prywatnych w kraju i za granicą.
Przy ogromnej wrażliwosci kolorystycznej i zastosowaniu bogatej faktury, malarstwo artystki nawiązuje formą do najlepszych tradycji ekspresjonizmu.

## Wystawy indywidualne
- 1987 – „Nordiske stemninger” – Kultursenter Lovenstad (Norwegia)
- 1989 – Malarstwo – Mały Salon Sztuki BWA – Bydgoszcz
- 1989 – Malarstwo – Galeria PSP – Toruń
- 1991 – „Kalendarz pogody” – Galeria „Kantorek” – Bydgoszcz
- 1994 – „Kalendarz pogody” – Galeria „Lustro” – Mogilno
- 1994 – „Trzy materie sztuki” – Galeria „A” – Starogard Gdański
- 1996 – Malarstwo – Galeria „Kantorek” – Bydgoszcz
- 1998 – Malarstwo – Galeria „Plamas” – Szubin
- 1999 – Malarstwo – Galeria „Non fere” – Bydgoszcz
- 1999 – Malarstwo – Teatr Polski – Bydgoszcz
- 2004 – „Portret drzewa” – Galeria NAD BRDĄ przy WSG – Bydgoszcz
- 2016 – „Drzewa, Drzewa, Drzewa” – Galeria Muzeum Wieży Ciśnień – Bydgoszcz
- 2016 – „Pejzaż.” – Pałac w Lubostroniu
- 2016 – „Pejzaż, drzewa itp.” – Galeria Muz w Toruniu

### Udział w wystawach zbiorowych
- 1987 – Malarstwo młodych plastyków – absolwentów UMK – Galeria KMPiK – Toruń
- 1989 – „Tumult” – Muzeum Okręgowe – Toruń
- 1990 – Mannheim (Niemcy)